# Huevo de Colón
El huevo de Colón, (en italiano: uovo di Colombo ˈwɔːvo di koˈlombo) se refiere a una tarea aparentemente imposible (que Colón realizó), la que se vuelve fácil una vez comprendida. La expresión se refiere a una historia apócrifa, que data de al menos el siglo XVI, en la que se dice que Cristóbal Colón, estaba entre varios geógrafos de origen noble con quienes estaba reunido, en donde ellos lo criticaban diciendo que: "Encontrar una nueva ruta comercial hacia la India, era inevitable y no un gran logro" como Colon quería darlo a entender. Este desafía a sus críticos, apostándoles a que intentaran que a un huevo lo pudieran hacer que se sostuviera en su punta, sin ayuda externa alguna, más que con el huevo mismo. Después de que sus rivales, tratan y tratan y terminan por rendirse, Colón lo hace él mismo golpeando el huevo en la mesa para aplanar su punta más redondeada, logrando así que este se parara sin ayuda alguna.
A menudo se alude a la historia cuando se habla de creatividad. El término también se ha utilizado como el nombre comercial de un rompecabezas tangram y varios otros rompecabezas mecánicos.
Este concepto, muy bien se pudo haber llamado: "El huevo de Brunelleschi," puesto que quince años antes de lo contado de Colon, Giorgio Vasari recoge una historia similar en su obra Vidas de pintores, escultores y arquitectos (Florencia, 1550). El joven arquitecto italiano Filippo Brunelleschi había diseñado una cúpula muy hermosa, aunque extremadamente grande y pesada para la catedral de Santa María del Fiore, por lo que los gobernantes de la ciudad pidieron que se les enseñara el modelo. Él joven se negó, proponiendo en su lugar que quien lograra poner un huevo de pie, completamente sin ayuda externa fuera del huevo mismo sobre una mesa de mármol; construyera la cúpula. Porque de esa manera se descubriría el talento de cada cual y así, poder determinar quien tendría el talento más elevado. Todos los maestros lo intentaron pero ninguno lo consiguió, y cuando le llegó el turno a Filippo, este golpeó delicadamente el huevo en su parte más ancha contra el mármol, dañando y aplanando un poco la curvatura de su base, y consiguió así dejarlo de pie. Los demás protestaron diciendo que ellos también podrían haber hecho lo mismo, y Filippo contestó riendo que también habrían podido construir la cúpula de acuerdo a su inventiva si hubieran visto el modelo o el diseño que les estaba ocultando.
Ambas historias son de dudosa verosimilitud, pero son ingeniosas e ilustran bien la idea, y probablemente esa es la razón porque se popularizaran.

## Fuente de la historia
La historia del huevo de Colón puede haberse originado con el historiador y viajero italiano Girolamo Benzoni. En su libro Historia del Nuevo Mundo, publicado en 1565, donde escribió:
"Estando Colón en una fiesta con muchos nobles españoles donde, como era costumbre, el tema de conversación eran las Indias, uno de ellos tomo la iniciativa en decir lo que muchos pensaban: ''Señor Cristóbal, aunque usted no hubiera encontrado las Indias, no nos faltaría un hombre que hubiera intentado lo mismo que usted hizo, aquí en nuestro propio país de España, ya que estamos llenos de grandes hombres hábiles en cosmografía y literatura.” Colón no respondió a estas palabras inmediatamente, sino que más bien, pidió que le trajeran un huevo. Una vez con el huevo frente a él, lo puso sobre la mesa diciendo: "Señores, apostaré cualquier cantidad con cualquiera de ustedes, a que no podrán hacer que este huevo se pare sobre si mismo como yo lo haré, desnudo y sin nada externo que lo ayude en absoluto con ese fin." Todos lo intentaron, y nadie logró que se pusiera de pie. Finalmente, cuando el huevo llegó a las manos de Colón, él golpeando contra la mesa la parte menos punta, lo hizo parar, después de haberlo aplastado un poco, haciéndolo algo plano de un extremo; por lo cual todos quedaron confusos, entendiendo lo que él hubiera dicho ante esto: “Que después de hecho el hecho, todo el mundo sabe cómo hacerlo. Que, si todos ellos eran tan perspicaces, ya debieron haber buscado y encontrado primero las Indias, y no tan tarde, venir a reírse del que las había buscado y encontrado primero (*pues el pensaba que había llegado a las Indias), puesto se había dado que, desde hacía mucho tiempo, se reían, mientras que mayormente se maravillaban de ello, como que hubiera sido una imposibilidad.”